# Edison (Georgia)
Edison è una città degli Stati Uniti d'America, situata in Georgia, nella Contea di Calhoun.